# 봉화 태백산사고지
봉화 태백산사고지(奉化 太白山史庫址)는 사적 제348호로 지정된 문화재로 대한민국 봉화군 춘양면 석현리 126 - 5번지에 소재하고 있다. 1606년에 건립하여 약 300여 년간 조선왕조실록을 보관하여 왔다. 조선왕조실록은 848책으로, 1910년에 일본에게 나라를 빼앗겼을 때 조선총독부와 경성제국대학으로 옮겼다가 지금은 서울대학교 규장각에 보관 중이다. 사고지의 건물배치는 능선에 둘러싸인 경사진 지형에 남쪽으로 축대를 쌓아 실록각과 선원각을 타원형의 담장 안에 동, 서로 배치하고 담장 밖으로 폭쇄각(추정) 근천관이 있어 따로 떨어져 70m 높이의 대지 위에 한 채의 건물이 있었다.

## 개요
『조선왕조실록』을 보관해오던 태백산사고가 있던 자리로 조선시대 5대 사고중 하나이다.
조선왕조는 오대산·마니산·적상산·춘추관·태백산에 각각 사고를 지어 실록을 보관하였다. 태백산사고터는 경상감사 류영순이 추천하여 선조 39년(1606)에 짓고 1913년까지 실록을 보관하였던 곳이다.
이곳에서 보관되었던 실록은 일제시대 조선총독부에 의해 경성제국대학으로 옮겨졌고, 광복 후 서울대학교 규장각에 그대로 소장되었다가 이관되어 현재 국가기록원 부산기록관에서 소장하고 있다.
건물은 해방 전·후 불타 없어지고 산사태 등으로 매몰되었던 것을 1988년 발굴하였다. 실곡각·선원각·포쇄각·근천관의 부속 건물터가 남아있다.

## 같이 보기
- 조선왕조실록 태백산사고본 - 대한민국 국보 제151-2호

## 참고 자료
- 봉화 태백산사고지 - 국가유산청 국가유산포털
- 이 문서에는 다음커뮤니케이션(현 카카오)에서 GFDL 또는 CC-SA 라이선스로 배포한 글로벌 세계대백과사전의 내용을 기초로 작성된 글이 포함되어 있습니다.